# Berliner Sportpalast
Il Berliner Sportpalast (palazzo dello sport di Berlino) aveva una sala dalla capienza di 10 000 posti usata per vari tipi di manifestazioni, sia sportive che politiche e artistiche. Era situato nel quartiere di Schöneberg, nella Potsdamer Straße 172.
L'edificio fu costruito nel 1910 e abbattuto nel 1973. Sul sito precedentemente occupato dal palazzo dello sport sorge il complesso residenziale Pallasseum.
Nel Berliner Sportpalast Joseph Goebbels pronunciò nel 1943 il famoso discorso con cui annunciava la guerra totale.

## Primi anni

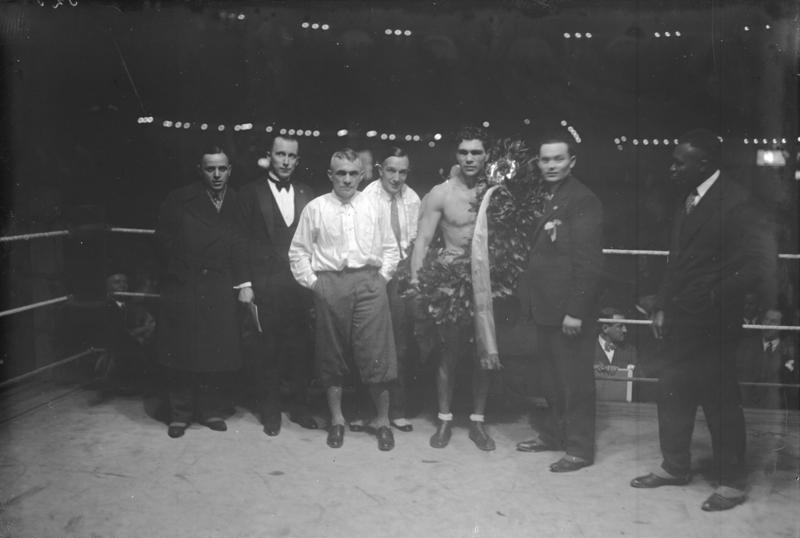
Max Schmeling allo Sportpalast, 1928.

Costruito in Potsdamer Straße 172, principalmente come pista di pattinaggio coperta per eventi di hockey su ghiaccio e pattinaggio, lo Sportpalast fu un successo al momento della sua inaugurazione nel novembre del 1910, e all'epoca era il più grande impianto di pattinaggio coperto del genere al mondo. Negli anni successivi, lo Sportpalast ospitò anche eventi sportivi non invernali, come gare ciclistiche di sei giorni e incontri di pugilato professionistico, in cui combatté il famoso pugile tedesco Max Schmeling. Lo Sportpalast fu anche utilizzato come sala riunioni per una varietà di eventi, tra cui comizi politici e la Bockbierfest (festa della birra Bock) con bande bavaresi, balli e carne arrosto.

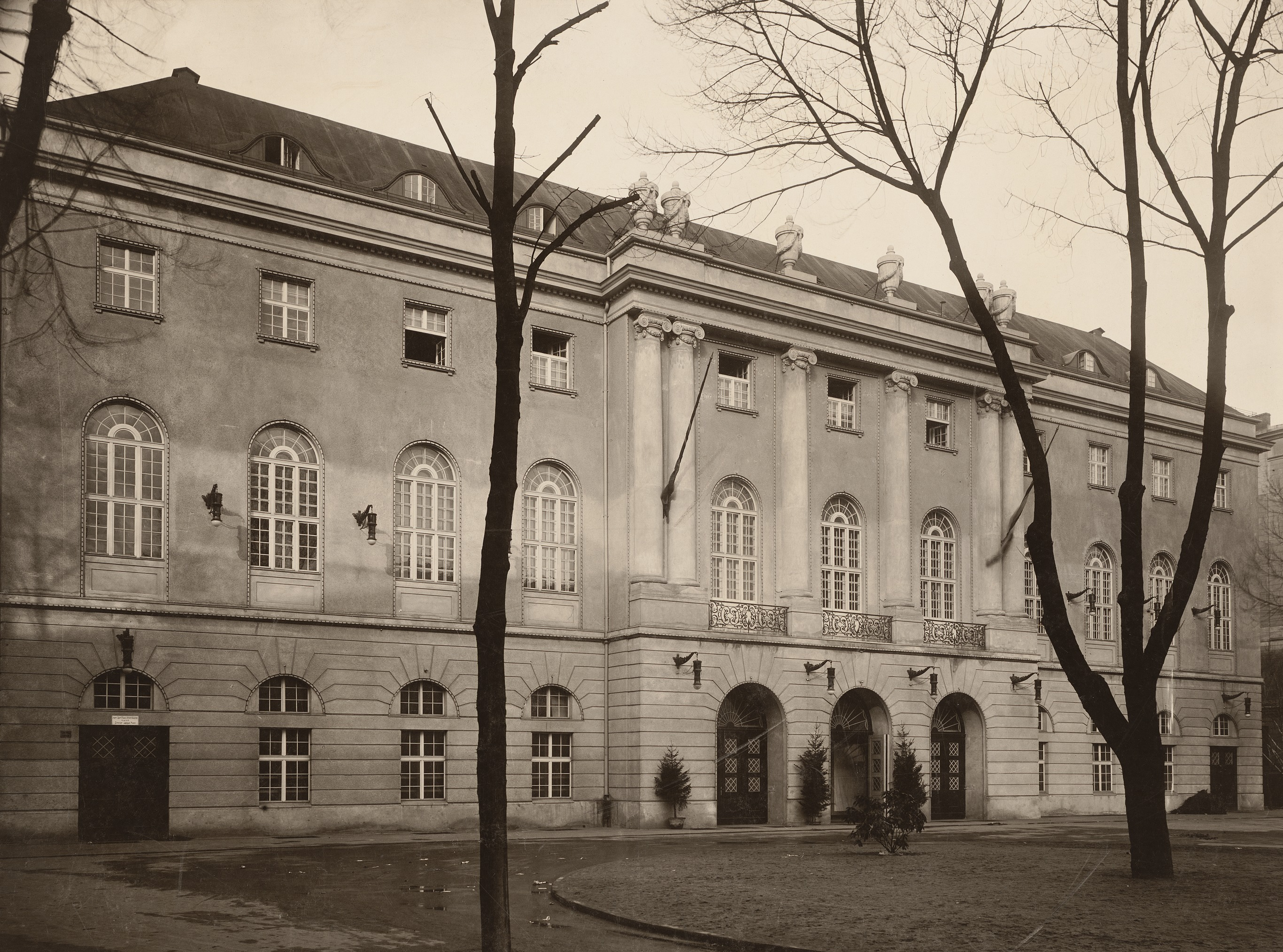
Facciata dello Sportpalast.

Durante i tumultuosi anni della Repubblica di Weimar, negli anni '20 e all'inizio degli anni '30, lo Sportpalast venne utilizzato per le riunioni di massa dei principali partiti politici tedeschi; tra le sue mura, gli oratori dei socialdemocratici, comunisti e nazionalsocialisti illustravano i loro programmi e le loro strategie a folle stipate.

## Era nazista

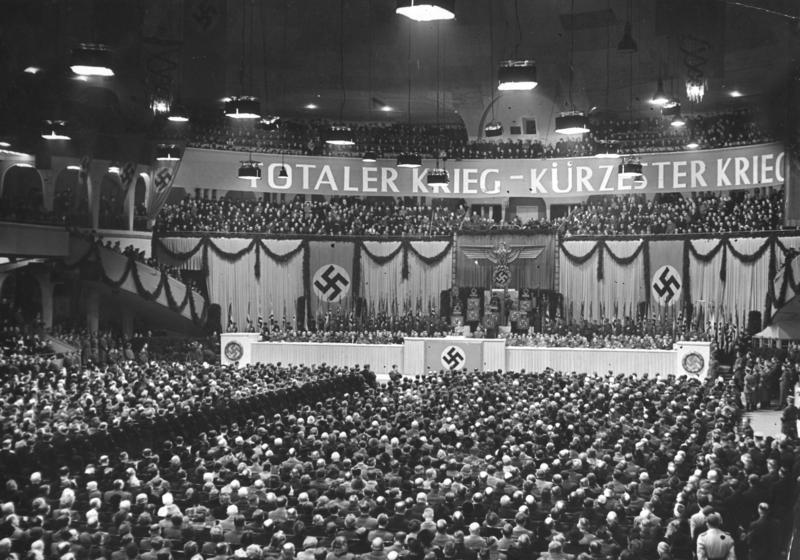
Raduno nazionalsocialista allo Sportpalast di Berlino. Il cartellone dice: Totaler Krieg - Kürzester Krieg ("Guerra totale - Guerra più breve"), 18 febbraio 1943.

Anche dopo che il Partito Nazista prese il potere nel 1933 e mise al bando gli altri partiti politici tedeschi, lo Sportpalast continuò a essere un luogo popolare per comizi di partito e importanti discorsi di leader di partito, tra cui Adolf Hitler e Goebbels. A causa delle dimensioni e del potenziale propagandistico dello Sportpalast, si dice che Goebbels abbia definito la sala "Unsere große politische Tribüne" (la nostra grande tribuna politica).
Nel 1937 fu teatro di un attentato ai danni di Adolf Hitler da parte di un individuo sconosciuto in uniforme delle SS.
Lo Sportpalast fu il luogo in cui Hitler tenne il discorso di Winterhilfe del 4 settembre 1940, in cui annunciò un passaggio ai bombardamenti delle città britanniche anziché solo di obiettivi militari, annunciando l'inizio del blitz su Londra. Ma il più significativo dei numerosi discorsi e raduni nazisti tenuti allo Sportpalast fu il discorso di Goebbels sulla Guerra Totale del 18 febbraio 1943, due settimane dopo la disastrosa sconfitta tedesca nella battaglia di Stalingrado. Nel suo fanatico appello alla "totaler Krieg" davanti a un pubblico nazista selezionato, Goebbels cercò di mobilitare il popolo tedesco per un maggiore sostegno alla guerra, avendo questi iniziato a rivoltarsi contro il regime e stava producendo un numero sempre maggiore di vittime.

## Gli anni del dopoguerra
Alla fine della guerra, nel 1945, lo Sportpalast era gravemente danneggiato e il tetto distrutto dai combattimenti. L'edificio non riaprì per gli sport su ghiaccio pubblici fino al 1951, ma quegli eventi non furono molto popolari perché la pista era esposta alle intemperie e quindi troppo fredda per gli spettatori. Venne costruito un nuovo tetto più avanti e l'edificio riaprì nel '53. Tra i personaggi illustri che si esibirono allo Sportpalast nel dopoguerra ci fu la pattinatrice artistica di fama mondiale Sonja Henie.

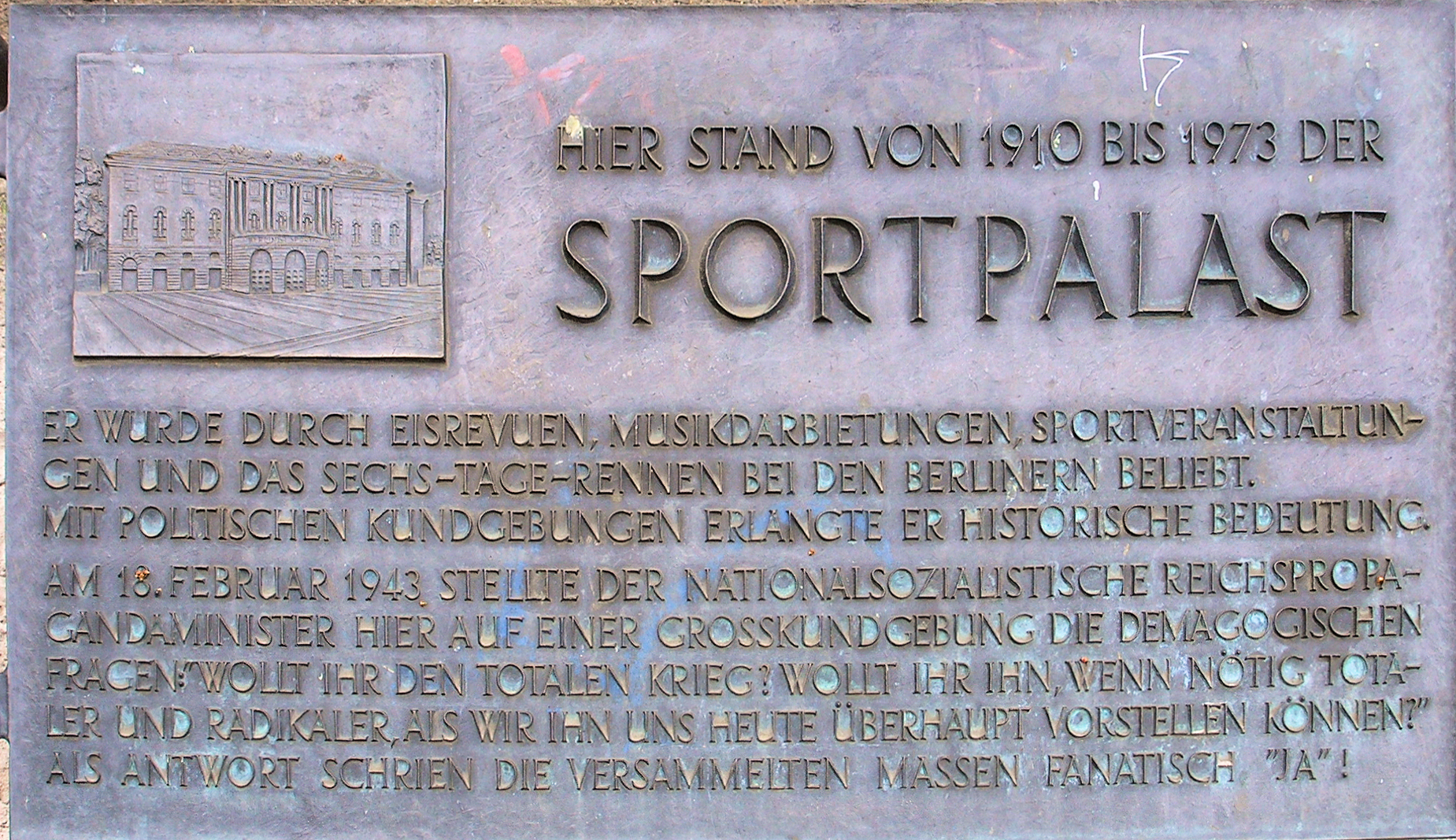
Segnale storico indicante lo Sportpaladt a Berlino-Schöneberg.

Nei primi anni '50, il banchiere Heinz Henschel tentò di far rivivere lo Sportpalast, nel quale aveva giocato come membro del Berliner Schlittschuhclub.
Con la divisione della città tra Est e Ovest durante la Guerra fredda, lo Sportpalast si trovava a Berlino Ovest. Sebbene non fosse più la sala riunioni più importante della città, negli anni del dopoguerra lo Sportpalast ospitò vari tipi di eventi, inclusi concerti rock. Artisti come Bill Haley, Louis Armstrong, Mahalia Jackson, i Beach Boys, Jimi Hendrix, i Pink Floyd, i Deep Purple, i Nice e i Mothers of Invention si esibirono allo Sportpalast durante gli ultimi decenni dell'edificio.
Negli anni '70, la gestione della pista di poattinaggio non era più redditizia. Lo Sportpalast chiuse i battenti nel 1973 e fu demolito e sostituito da un complesso residenziale di alto livello, soprannominato "Sozialpalast" – "il palazzo dell'edilizia popolare".